# 西浦上站
西浦上站（日语：／ Nishi-Urakami eki */?）是位於長崎縣長崎市音無町，九州旅客鐵道（JR九州）的長崎本線（長與支線）車站，屬於為來往長崎市區而所設立的通勤車站。

## 車站構造
位於商店街「Sunmall中園」對出的十字路口，車站夾於停車場內，因此由十字路口起，需沿小路前行約60米後才到達車站暨月台入口。
採用簡易車站模式運作，但在月台上建有一座以組合屋搭成的簡易站房,以業務委託車站方式派人駐守，站員可在組合屋內作簡單售票或管理月台等簡站務工作。2010年起改為無人車站，站房改作為儲物室，而窗口前方則設立了一部簡易式自動售票機，也裝設了一組可對應IC卡的出入閘感應器。
由於路面較為狹窄，現只設有階級上落，不設無障礙通道。

### 月台
只有側式月台1座，為列車不可交換的車站。用台全長100米，有限長度為5輛。
除了本身的簡易站房外，月台上也設有候車亭及候車座椅，其餘全為露天部份。列車靠站時，往喜喜津方向為左側上落；往長崎方向為右側上落。
| 月台                  | 路線 | 目的地                                           |
| --------------------- | ---- | ------------------------------------------------ |
| ■長崎本線（長與支線） | 上行 | 長與、諫早方向 經■大村線往竹松、早岐、佐世保方向 |
| ■長崎本線（長與支線） | 下行 | 長崎方向                                         |

## 歷史
- 1987年：

- 3月9日：日本國有鐵道開設此臨時車站。
- 4月1日：隨國鐵分割民營化，車站由九州旅客鐵道（JR九州）營運。同時升格為正式車站。

- 2010年4月1日：改為簡易委託車站。
- 2012年12月1日：包括此站在內的19個長崎地區車站引入了SUGOCA[2]。

## 使用狀況
以下為每年度本站1日平均乘車人次：
| 乘車人次變化 | 乘車人次變化 |
| 年度         | 1日平均人次  |
| ------------ | ------------ |
| 2000         | 865          |
| 2001         | 779          |
| 2002         | 356          |
| 2003         | 323          |
| 2004         | 305          |
| 2005         | 301          |
| 2006         | 287          |
| 2007         |              |
| 2008         |              |
| 2009         | 301          |
| 2010         | 308          |
| 2011         | 298          |
| 2012         | 353          |
| 2013         | 630          |
| 2014         | 635          |
| 2015         | 698          |
| 2016         | 728          |
| 2017         | 774          |
| 2018         | 888          |
| 2019         | 907          |
| 2020         | 792          |
| 2021         | 740          |
| 2022         | 793          |
| 2023         | 846          |

從此站前往浦上站或長崎站時，乘坐JR列車會比電車或巴士更早到達，但是JR班次較少和車費較高，加上若果需要前往長崎新地中華街等長崎市中心時，需要再次轉乘其他交通工具，因此對比路面電車而言，此站較少乘客使用。

## 相鄰車站
九州旅客鐵道（JR九州）
■長崎本線（長與支線）
道之尾－西浦上－浦上

## 外部連結
- JR九州西浦上站 （页面存档备份，存于）（日語）